# Naundorf (Zschepplin)
Naundorf ist ein Ortsteil der Gemeinde Zschepplin im Landkreis Nordsachsen in Sachsen.   

## Geografie
Naundorf liegt im Dreieck der Städte Eilenburg, Bad Düben und Delitzsch. Der Ort liegt an keiner klassifizierten Straße, jedoch gibt es Ortsverbindungen nach Krippehna, Steubeln, Rödgen, Pressen und Wölkau. Südlich von Naundorf befindet sich der so genannte Kämmereiforst mit einem gleichnamigen Bahnhof an der Bahnstrecke Halle (Saale)–Eilenburg.

## Geschichte
Naundorf ist von der Siedlungsform her ein Straßenangerdorf. Es gehörte bis 1815 zum kursächsischen bzw. königlich-sächsischen Amt Eilenburg. Durch die Beschlüsse des Wiener Kongresses kam der Ort zu Preußen und wurde 1816 dem Kreis Delitzsch im Regierungsbezirk Merseburg der Provinz Sachsen zugeteilt, zu dem er bis 1952 gehörte.
Im Zuge der zweiten Kreisreform in der DDR im Jahr 1952 wurde Naundorf dem Kreis Eilenburg im Bezirk Leipzig angeschlossen, welcher 1994 im Landkreis Delitzsch aufging. Am 1. Oktober 1972 wurde der Ort Rödgen mit Steubeln eingemeindet, am 1. Januar 1974 folgte Krippehna mit Göritz, welche am 14. März 1990 als Gemeinde Krippehna wieder ausgegliedert wurden. Am 1. Januar 1999 erfolgte der Zusammenschluss mit Glaucha, Hohenprießnitz, Krippehna (ohne Göritz) und Zschepplin zur neuen Gemeinde Zschepplin.

### Einwohnerentwicklung
| Jahr | Einwohner |
| ---- | --------- |
| 1818 | 338       |
| 1895 | 462       |
| 1925 | 504       |
| 1939 | 515       |

| Jahr | Einwohner |
| ---- | --------- |
| 1946 | 838       |
| 1950 | 763       |
| 1964 | 558       |
| 1990 | 761       |

Die Einwohnerzahl Naundorfs lag 1818 bei 338. Bis zum Ausbruch des Zweiten Weltkrieges stieg die Einwohnerzahl bis auf 515. Nach Ende des Krieges stieg die Zahl nochmals stark an auf 838 im Jahre 1946. Zur Zeit der DDR schwankte die Einwohnerzahl. 1964 wurde ein Tiefstand von 558 Einwohnern gezählt. 1990 lebten knapp 750 Menschen in Naundorf.

## Sehenswürdigkeiten
- Dorfkirche

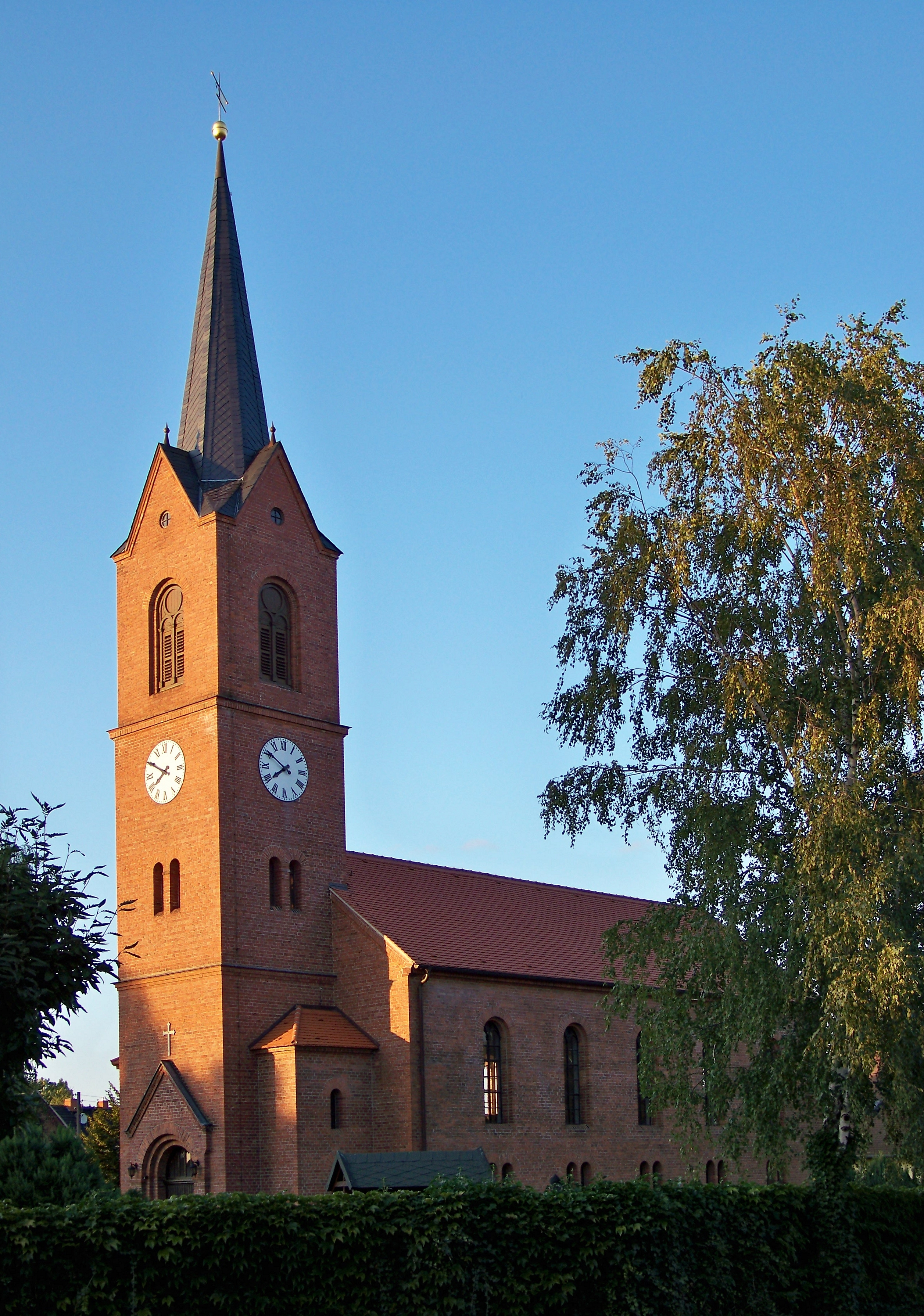
St. Matthäus an der Hauptstraße

Die Kirche Sankt Matthäus in Naundorf stammt in der jetzigen Erscheinungsform aus dem Jahre 1867. Es gab einen Vorgängerbau, über den wenig bekannt ist. Einer Zeichnung zufolge ähnelte dieser in seinem Erscheinungsbild der Behlitzer Kirche. Die Kirche besitzt drei Glocken, die aus dem Vorgängerbau stammen und von denen in den beiden Weltkriegen jeweils zwei eingeschmolzen, später aber wieder neu gegossen wurden, sowie eine Orgel des Delitzscher Orgelbauers Offenhauer.